# Welderella parvella
Welderella parvella är en fjärilsart som beskrevs av Dyar 1906. Welderella parvella ingår i släktet Welderella och familjen mott. Inga underarter finns listade i Catalogue of Life.